# Mad for the Racket
Mad for the Racket was een Amerikaans muziekproject van Wayne Kramer (MC5) en Brian James (Lords to the New Church, Damned). In 2000 verscheen het album The Racketeers op Kramers label MuscleTone Records. Het album werd in gelimiteerde oplage verkocht door Track Records in Engeland. In 2001 volgde een release in de Verenigde Staten. Aan het album hebben onder andere Stewart Copeland (The Police), Duff McKagan (Guns N' Roses) en Clem Burke (Blondie) meegewerkt.

## Discografie
- The Racketeers, 2000

- International Standard Name Identifier: 0000 0004 7140 0511
- MusicBrainz: 477490d6-3e98-41b2-9c24-b465e8ee74dc